# Price River (Ikpikpuk River)
Der Price River ist ein 73 km langer rechter Nebenfluss des Ikpikpuk River im Norden von Alaska (USA).

## Flusslauf
Der Price River verläuft in der Arktischen Ebene der North Slope etwa 100 km von der Meeresküste entfernt. Er entsteht am Zusammenfluss von Wolf Creek (links) und Key Creek (rechts) auf einer Höhe von 58 m. Der Price River durchquert ein von zahlreichen kleineren Seen durchsetztes Gebiet in überwiegend westnordwestlicher Richtung. Er bildet auf seinem Flusslauf eine Reihe von Flussschlingen aus und wird dabei von verlandeten Altarmen flankiert. Der Price River trifft schließlich auf einer Höhe von 35 m auf den nach Norden strömenden Ikpikpuk River.

## Einzugsgebiet
Der Price River entwässert ein etwa 2500 km² großes Areal. Das Einzugsgebiet befindet sich in der National Petroleum Reserve in Alaska. Das Einzugsgebiet grenzt im Osten an das des Fish Creek, im Süden an das des Colville River, im Südwesten an das des Maybe Creek sowie im Westen an das des Fry Creek.

## Namensgebung
Der Fluss wurde 1924 vom U.S. Geological Survey nach C. M. Price, ein einfacher Soldat, der Fähnrich W. L. Howard von der U.S. Navy im Frühjahr 1886 bei dessen Expedition von Fort Cosmos am Kobuk River nach Point Barrow begleitete.